# Roberto Castro
Roberto Castro is een Amerikaans golfer.

## Jeugd
Roberto is de oudste van drie broers. Hun moeder kwam uit Peru en hun vader uit Puerto Rico. De drie broers studeerden aan verschillende universiteiten en speelden college golf. Roberto is sinds 2013 getrouwd. Ze wonen in Atlanta.

## Amateur
Castro studeerde in Georgia en speelde college golf voor Georgia Tech. Hij werd ACC Rookie of the Year in 2004. In 2005 was Castro captain van het Amerikaanse team voor de Palmer Cup. Zijn team versloeg Europa met 14–10.

### Gewonnen
- 2001: AJGA Greater Greensboro Chrysler Junior
- 2007: Puerto Rico Classic, Byron Nelson Award
- 2008: NCAA Top VIII Award

### Teams
- Palmer Cup: 2005 (captain, winnaars), 2006

## Professional
Roberto Castro werd in 2007 professional en speelde tot eind 2010 op de eGolf Professional Tour in North Carolina. Hij won daar vijf toernooien. Daarnaast won hij in 2009 ook het Georgia Open.
In 2011 speelde hij voor het eerste een vol seizoen op de Web.com Tour. Hoewel hij door zijn goede resultaten al naar de PGA Tour promoveerde, ging hij toch naar de Tourschool. Daar eindigde hij op de 13de plaats, waardoor hij zijn Tourkaart verkreeg én in een betere categorie werd geplaatst.
In mei 2013 scoorde Castro 63 in de eerste ronde van The Players Championship, hetgeen gelijk was aan het baanrecord van Fred Couples (1992) en Greg Norman (1994).
eGolf Professional Tour
- 2007: Spring Creek Classic
- 2008: River Hills Open
- 2009: Spring Creek Championship, The Championship at Savannah Harbor
- 2010: Savannah Quarters Classic

Elders
- 2009: Georgia Open